# Love Ranch
Love Ranch es una película de 2010 dirigida por Taylor Hackford y protagonizada por Helen Mirren y Joe Pesci.

## Argumento
La película está basada en las vidas de Joe Conforte y Sally Conforte, un matrimonio que abrió el primer burdel legal de los Estados Unidos (el Rancho Mustang, en el estado de Nevada) y en la vida del boxeador argentino Oscar "Ringo" Bonavena, asesinado por uno de los guardaespaldas de Joe Conforte.
El rodaje comenzó en enero de 2008. La película se estrenó en los cines estadounidenses el 30 de junio de 2010.

## Reparto
- Helen Mirren ... Grace Bontempo
- Joe Pesci ... Charlie Bontempo
- Sergio Peris-Mencheta ... Armando Bruza
- Bryan Cranston ... James Pettis
- Gina Gershon ... Irene
- Scout Taylor-Compton ... Christina
- Taryn Manning ... Mallory
- Gil Birmingham ... Sheriff Cortez
- Ling Bai ... Samantha[4]
- Leslie Jordan ... Mr. Hainsworth
- M.C. Gainey ... Warren Stamp
- Rick Gomez ... Tom Macy
- Elise Neal ... Alana